# Triops dybowskii
Triops dybowskii – gatunek przekopnicy występujący w północnych Chinach, wschodniej Mongolii i w Daurii. Początkowo uznany za odmianę Triops numidicus, następnie za synonim Triops granarius, uzyskał status gatunku w 2020 roku. Charakteryzuje się tym, że karapaks zakrywa zaledwie 1/3 długości ciała.